# Vernon Center (Nueva Jersey)
Vernon Center es un lugar designado por el censo ubicado en el condado de Sussex en el estado estadounidense de Nueva Jersey. En el año 2010 tenía una población de 1,713 habitantes.

## Geografía
Vernon Center se encuentra ubicado en las coordenadas 41°11′16.93″N 74°30′18.57″O / 41.1880361, -74.5051583.